# Pericopsis
Genre
Classification phylogénétique
Pericopsis est un genre de plantes à fleurs dicotylédones de la famille des Fabaceae, sous-famille des Faboideae, originaire d'Afrique et d'Asie, qui comprend quatre espèces acceptées.

## Liste d'espèces
Selon The Plant List (10 novembre 2018) :
- Pericopsis angolensis (Baker) Meeuwen
- Pericopsis elata (Harms) Meeuwen
- Pericopsis laxiflora (Baker) Meeuwen
- Pericopsis mooniana Thwaites